# José María del Nido
José María del Nido Benavente, né le 6 août 1957 à Séville (Espagne), est un avocat et entrepreneur espagnol qui préside le Séville FC entre 2002 et 2013. Durant sa présidence, Séville remporte six trophées dont deux Coupes de l'UEFA (2006 et 2007) et deux Coupes du Roi (2007 et 2010).
Il est emprisonné entre 2014 et 2017 pour une affaire de corruption.

## Biographie
Son père est un entrepreneur et politicien sévillan, vice-président du Séville FC en 1971 sous la présidence de José Ramón Cisneros et chef régional du parti politique d'extrême-droite Fuerza Nueva. En 1979, son père est condamné pour une agression à des syndicalistes.
José María del Nido accède au comité dirigeant du Séville en 1986 en tant que vice-secrétaire sous la présidence de Luis Cuervas Vilches.
Del Nido devient président du club le 27 mai 2002 en promettant d'éponger la dette de 40 M€ qui met en danger l'existence du club. Pour ce faire, il procède à la vente de plusieurs joueurs emblématiques tels que José Antonio Reyes en 2004 pour 30 M€ et Julio Baptista et Sergio Ramos pour 25 et 27 M€ respectivement, en 2005. Il modernise la structure du club et créé des postes exécutifs professionnalisés (un poste de directeur général et deux sous-directions générales dont une est attribuée à Ramón Rodríguez Verdejo (Monchi).
Sous sa présidence, le Séville FC obtient de nombreux succès sportifs en remportant six trophées : deux Coupes de l'UEFA, deux Coupes du Roi, une Supercoupe d'Europe et une d'Espagne. Le club se qualifie pour des compétitions européennes lors de neuf des dix saisons du mandat de Del Nido.
Le 9 décembre 2013, il présente sa démission à la suite de sa condamnation à sept ans de prison dans une affaire de corruption autour de la municipalité de Marbella. Il est remplacé à la présidence du Séville FC par José Castro.

## Palmarès du Séville FC sous sa présidence
- Deux Coupes de l'UEFA : 2006 et 2007
- Deux Coupes du Roi : 2007 et 2010
- Supercoupe de l'UEFA : 2006
- Supercoupe d'Espagne : 2008